# Edward Phelips
Sir Edward Phelips, né vers 1560 et mort le 11 septembre 1614, est un juge et homme politique anglais.

## Biographie

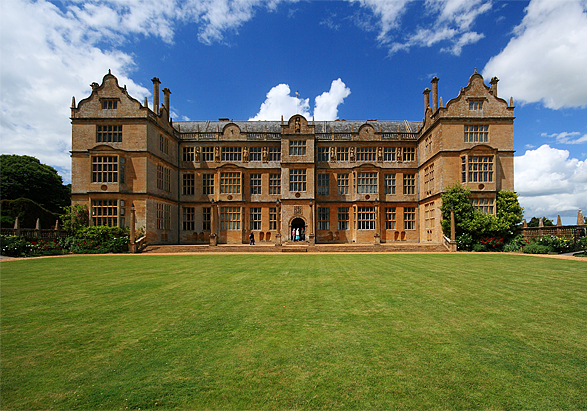
Le manoir de Montacute House.

Il est appelé au barreau en 1578 à l'issue d'études de droit au Middle Temple à Londres. Député du village de Bere Alston (dans le comté du Devon) à la Chambre des communes du Parlement d'Angleterre pour le parlement de 1584, il semble y avoir été peu actif. Il siège en 1586 pour la circonscription qui regroupe Weymouth et Melcombe Regis. Vers 1591 il devient juge de paix pour le Somerset. Il est député de Penryn au parlement de 1593, d'Andover en 1597 puis du Somerset en 1601. Fait chevalier par le nouveau roi Jacques Ier en mai 1603, il est l'un des avocats de la Couronne lors du procès de Sir Walter Raleigh en novembre,. 
Il est réélu député du Somerset en 1604, et est nommé juge à la Cour des plaids-communs cette même année. Il y réprime activement les catholiques. Ses pairs l'élisent président de la Chambre des communes pour le parlement qui siège de 1604 à 1611. C'est le « Parlement béni » (en), le premier du règne de Jacques Ier, et le parlement visé en 1605 par la conspiration des Poudres. Dans l'exercice de cette présidence, Edward Phelips prône l'adoption de projets de loi introduits par le gouvernement, et il lui est reproché d'être trop proche de la Cour de Jacques Ier plutôt que de défendre l'indépendance de la Chambre. Pour autant, les députés se montrent réticents à accorder des financements au roi, et rejettent son souhait de fusionner au royaume d'Angleterre son royaume d'Écosse natal. À l'issue de sa carrière parlementaire en 1611 Phelips est fait Master of the Rolls, c'est-à-dire président de la section civile de la Cour d'appel,. 
Il laisse en héritage le manoir de Montacute House qu'il fait bâtir,. 